# 松阳芒果蛛
松阳芒果蛛（学名：Mangora songyangensis）为园蛛科芒果蛛属的动物。在中国大陆，分布于浙江、湖南等地。该物种的模式产地在浙江松阳。